# U.S. National Championships 1924
Gli U.S. National Championships 1924 (conosciuti oggi come US Open) sono stati la 44ª edizione degli U.S. National Championships e quarta prova stagionale dello Slam per il 1924. Tutti i tornei si sono disputati al West Side Tennis Club nel quartiere di Forest Hills di New York, tranne quello di doppio maschile, disputato al Longwood Cricket Club di Chestnut Hill, negli Stati Uniti.
Il singolare maschile è stato vinto dallo statunitense Bill Tilden, che si è imposto sul connazionale Bill Johnston in tre set col punteggio di 6–1, 9–7, 6–2. Il singolare femminile è stato vinto dalla statunitense Helen Wills Moody, che ha battuto in finale la connazionale Molla Bjurstedt Mallory.Nel doppio maschile si sono imposti Howard Kinsey e Robert Kinsey. Nel doppio femminile hanno trionfato Hazel Wightman e Helen Wills. Nel doppio misto la vittoria è andata a Helen Wills, in coppia con Vincent Richards.

## Seniors

### Singolare maschile
Bill Tilden ha battuto in finale  Bill Johnston con il punteggio di 6–1, 9–7, 6–2.

### Singolare femminile
Helen Wills Moody ha battuto in finale  Molla Bjurstedt Mallory con il punteggio di 6–1, 6–3.

### Doppio maschile
Howard Kinsey /  Robert Kinsey hanno battuto in finale  Gerald Patterson /  Pat O'Hara Wood con il punteggio di 7–5, 5–7, 7–9, .6–3, 6–4

### Doppio femminile
Hazel Wightman /  Helen Wills hanno battuto in finale  Eleanor Goss /  Marion Zinderstein Jessup con il punteggio di 6–4, 6–3.

### Doppio misto
Helen Wills /  Vincent Richards hanno battuto in finale  Molla Bjurstedt Mallory /  Bill Tilden con il punteggio di 6–8, 7–5, 6–0.